# Csaba Dosa
Csaba Dosa (ur. 31 stycznia 1951 w Călugăreni) – rumuński lekkoatleta, skoczek wzwyż, wicemistrz Europy z 1971.
W wieku 17 lat wystąpił na igrzyskach olimpijskich w 1968 w Meksyku, lecz nie zakwalifikował się do finału. Odpadł w kwalifikacjach na mistrzostwach Europy w 1969 w Atenach.
Zdobył srebrny medal w skoku wzwyż na mistrzostwach Europy juniorów w 1970 w Paryżu, przegrywając tylko z Jiřím Palkovským z Czechosłowacji.
Zdobył srebrny medal na mistrzostwach Europy w 1971 w Helsinkach, przedzielając zawodników radzieckich Kęstutisa Šapkę i Rustama Achmietowa. Dwukrotnie poprawił wtedy rekord Rumunii, uzyskując najpierw wysokość 2,17 m, a następnie 2,20 m. Był to najlepszy wynik w jego karierze.
Zajął 13.-14. miejsce na halowych mistrzostwach Europy w 1972 w Grenoble oraz 4. miejsce na halowych mistrzostwach Europy w 1973 w Rotterdamie.
Zdobył brązowy medal (wraz z kilkoma innymi zawodnikami) na uniwersjadzie w 1973 w Moskwie.
Był mistrzem Rumunii w skoku wzwyż w 1971.